# عنكبيات
العَنْكَبِيَّات أو فصيلة العَنْكَبُوتِيَّات (الاسم العلمي: Arachnid) من اليونانية (ἀράχνη = aráchnē = عنكبوت) طائفةٌ من المَفصِليات، تَتْبَع شعبة مَفصِليات الأرجل، فيها: العقارب، والعناكب، وكثيرٌ من الأنواع الأرضية (التي تتنفس بالقصبات التنفسية والكتب الرئوية) وكثير من الأنواع المائية التي تتنفس بالخياشيم، وتتميز هذه الطائفة بوجود كُلَّابات. تَشمَل هذه الطائفة نحوَ 100,000 نوع، بما في ذلك الرتيلاوات، والعقارب، والسوس، والقُرَاد.
ينبغي عدم الخلط بين العنكبيات والحشرات. فالعنكبيات لها ثمانية أرجل وليست لها أجنحة ولا قرون استشعار، كما أن أغلب العنكبيات تتغدى على الحشرات أو بعض الحيوانات الصغيرة.
البعض ينفر من هذه الفصيلة نظرا لسميتها وقابليتها على قتل إنسان لدرجة شن حرب على هذه المخلوقات.
أغلبية هجمات العنكبيات لا تكون قاتلة، إلا في حالات ضعف جهاز المناعة، كما هو الحال عند الأطفال الصغار والعجائز. وسم العنكبوت يتأثر بحركة الدم، فحينما يكون المصاب خائفا ومذعورا تزداد سرعة دوران الدم في الجسم عبر الدورة الدموية، مما يعني إيصال السم للأماكن الحساسة، خاصة الجهاز العصبي مما يؤدي إلى الإصابة ودخول حالات خطيرة قد تفضي إلى الوفاة.
لا تكون هجمة العنكبات ذات خطورة كبيرة إلا إذا أحست بالإثارة من حولها، إذ تتركز نسبة المادة الفعالة في السم. بعض العنكبيات لا تكون قاتلة بل إن تركيبة سمه تجعل المهاجم يحس بألم موضعي شديد يظن معه أن نهايته قد حانت إلا أنه ما يلبث أن يزول بعد ساعتين أو ثلاث.
ويتركب الجسم من رأس مميز مستدير وغير معقل، وبطن تتصلان بواسطة خصر رفيع بصفة عامة، ويوجد في الرأس ثمانية أعين بسيطة أمامية، وستة أزواج من الأطراف على الجانب البطني. الزوج الأول (الكلابات) متحور إلى مخلبين يتصلان بقنوات لغدد سامة، والزوج الثاني يستعمل في مضغ الطعام وعصره، الأزواج الأربعة التالية من الأطراف هي أرجل المشي، وتتركب كل منها من سبعة عقل، تنتهي بمخالب أو بوسائد للتعلق، كَما تحتوي في داخل جَسدها على غُدة تُسمى الغدة الوركية، ومن الأمثلة : العنكبوت الذئب، الحلم الخنفسي (mm 0.7)، العقرب.

## تصنيف
- رتبة العناكب (الاسم العلمي: Araneae)
- رتبة العناكب السوطية (الاسم العلمي: Amblypygi)
- رتبة العقارب السوطية (الاسم العلمي: Uropygi)
- رتبة العقارب السوطية قصيرة الذيل (الاسم العلمي:Schizomida)
- رتبة متملقات المشية (الاسم العلمي: Palpigradi)
- صنف القراديات (الاسم العلمي: Acari)
- رتبة العناكب القرادية المقلنسة (الاسم العلمي:Ricinulei)
- رتبة العقارب (الاسم العلمي: Scorpiones)
- رتبة الحصّاديات (الاسم العلمي: Opiliones)
- رتبة العقارب الزائفة (الاسم العلمي: Pseudoscorpiones)
- رتبة العناكب الجملية (الاسم العلمي: Solifugae) .